# Дейвид Гaaн
Дейвид „Дейв“ Гаан (на английски: David Gahan) е английски певец, фронтмен на синт-поп групата „Депеш Мод“, съществуваща от 1980 г.

## Биография
Роден е в Епинг (Epping), Великобритания на 9 май 1962 г. Дейвид Гаан прекарва детството си, карайки колело с приятели. Той е само 5-годишен, когато семейството му се разпада, баща му напуска дома им и никога вече не се чува нищо от него.
До 1976 г. 3 пъти посещава юношески съд заради крадене на коли и вандализъм. 6 месеца след като напуска училището St. Nicolas през юли 1978 г., Дейвид минава през 20 работни места – от продаване на безалкохолни напитки до строителство. През 1979 г. подава молба за място в Southend Art College и учи дизайн, надявайки се на бъдеще в модната индустрия.
През 1981 г. Винс Кларк обръща внимание върху добрите певчески възможности на Дейв и го кани да участва в група, която тогава се нарича Composition Of Sound и той се съгласява. Шестнадесет години Дейв се радва на световния успех на „Депеш Мод“, но има някои лоши времена по пътя. През 1991 г. се разделя с първата си дълготрайна любов Джоуан, която взима техния единствен син Джак (р. октомври 1987 г.) да живее с нея. През 1993 г. в Лос Анджелис се жени за Тереса Конуей.
Най-тъмният момент идва на 28 май 1996 г., когато Дейв взима свръх доза наркотик (хероин, кокаин) в хотелска стая в Лос Анджелис. 2 дни след престоя му в болницата е арестуван, съдят го и получава 9 месеца за възстановяване. Дейв отказва дрогата в продължение на повече от година. Записва песните от Ultra, докато е в процес на възстановяване. Наркотичното му отравяне спада и през септември 1997 г. се слага началото на един нов и по-добър живот за Дейв.
Сега живее в Ню Йорк с третата си съпруга Дженифър, тяхната дъщеря Стела Роуз (р. 1999) и синът Джими на Дженифър, който Дейв е осиновил.
През 2003 г. Дейвид Гаан публикува своя първи соло албум Paper Monsters с песни, написани от самия него. Впоследствие с неговата група прави турне, на което обаче той изпълнява и много стари парчета на „Депеш Мод“. DVD Live Monsters с турнето излиза в началото на 2004 г.

## Дискография

### Албуми/DVD
- Paper Monsters (2003)
- Live Monsters – DVD (2004)
- Hourglass (2007)

### Сингли
- Dirty Sticky Floors (2003)
- I Need You (2003)
- Bottle Living / Hold On (2003)
- Kingdom (2007)
- Saw Something / Deeper and Deeper (2008)